# Kostel Saint-Pierre-du-Gros-Caillou
Kostel Saint-Pierre-du-Gros-Caillou (neboli svatého Petra z Gros-Caillou) je katolický farní kostel v 7. obvodu v Paříži, v ulici Rue Saint-Dominique postavený v letech 1822-1829.

## Historie
Výstavba původního kostela byla zahájena v roce 1782. Architektem byl Jean-François Chalgrin. V roce 1776 se farnost Saint-Pierre-du-Gros-Caillou odpojila od farního kostela sv. Sulpicia. Kostel se kvůli vypuknutí Francouzské revoluce nepodařilo dokončit a nedostavěná stavba byla zbořena. V roce 1822 architekt Etienne-Hippolyte Godde (1781–1869) začal se stavbou nového kostela, který byl dokončen roku 1829. Vysvěcení proběhlo 1. května 1830.